# Södertälje Kommuns Förvaltnings Aktiebolag
Södertälje Kommuns Förvaltnings Aktiebolag är ett svenskt holdingbolag som agerar moderbolag för de verksamheter som Södertälje kommun har valt att driva i aktiebolagsform. Bolaget ägs helt av kommunen.

## Bolag

### Dotterbolag
Källa: 
- Södertälje Hamn Aktiebolag
- Telge Almnäs AB
- Telge Bostäder AB
- Telge Dotterbolag AB
- Telge Energi Aktiebolag
- Telge Fastigheter AB
  - Kommanditbolaget Luna 8 och 9
  - Kommanditbolaget Maren
  - Telge Brandalsund AB
- Telge Hamn AB
- Telge Hovsjö AB
- Telge Inköp AB
- Telge Miljöteknik AB
- Telge Nät AB
- Telge Tillväxt (i Södertälje) AB
- Telge Återvinning AB
- Tom Tits Experiment Aktiebolag

### Intressebolag
Källa: 
- Glasberga Fastighets AB (25%)
- Sydvästra stockholmsregionens va-verksaktiebolag – SYVAB (16,7%)
- Söderenergi Aktiebolag (42%)